# Ueli Sutter
Ulrich «Ueli» Sutter (* 16. März 1947 in Bettlach) ist ein ehemaliger Schweizer Radrennfahrer.
1972 startete Ueli Sutter bei den Olympischen Spielen in München und belegte im Strassenrennen Platz 24. Im Mannschaftszeitfahren kam der Vierer aus der Schweiz mit Gilbert Bischoff, Bruno Hubschmid, Roland Schär und Ueli Sutter auf den 8. Platz. In der Tour de l’Avenir siegte er in der Bergwertung.
Im Jahr darauf wurde er Profi. 1978 war sein erfolgreichstes Jahr, als er in der Gesamtwertung der Tour de Suisse Zweiter wurde, beim Giro d’Italia die Bergwertung gewann, nachdem er im Jahr zuvor schon Zweiter geworden war, und in der Gesamtwertung Zehnter wurde. 1979 und 1981 wurde er nochmals Sechster der Tour de Suisse.
1974 und 1975 wurde Sutter jeweils Dritter der Schweizer Strassenmeisterschaft und 1976 Schweizer Vize-Meister. 1975 belegte er bei der nationalen Meisterschaft im Omnium Platz drei und 1977 bei der Stehermeisterschaft Platz zwei.